# Bothromus bicolor
Bothromus bicolor là một loài tò vò trong họ Ichneumonidae.